# Umurangi Generation
Umurangi Generation est un jeu vidéo de simulation à la première personne développé par Origame Digital et publié par Active Gaming Media ou Playism en fonction de la localisation. Le jeu sort sur PC le 19 mai 2020 puis un ensemble de niveaux DLC, intitulé Umurangi Generation Macro, est rendu disponible le 7 novembre 2020. Un portage Nintendo Switch comprenant le DLC sort le 5 juin 2021 et un autre sur Xbox One le 17 mai 2022.

## Système de jeu
Umurangi Generation est un jeu de photographie à la première personne. Le joueur est chargé de prendre des photos répondant à des conditions spécifiques (comme photographier un graffiti particulier avec un objectif d'appareil photo spécifique) mais est par ailleurs libre d'exercer sa créativité. Le jeu offre au joueur de multiples méthodes, techniques et opportunités pour réaliser ses photographies, ainsi qu'une liberté totale sur les modifications ou les effets appliqués aux photos. Le joueur déverrouille des accessoires pour son objectif et pour son appareil photo afin d'obtenir différents effets, tels que les téléobjectifs et les objectifs fisheye.

### Umurangi Generation Macro
Un DLC intitulé Umurangi Generation Macro sort le 7 novembre 2020. Il ajoute quatre nouveaux niveaux et de nouveaux systèmes de caméra, tels que la vitesse d'obturation, les ouvertures et les réglages ISO, ainsi qu'une caméra selfie et une modification stylisée d'après la caméra Game Boy qui produit des photos en basse résolution. Des patins à roulettes sont aussi ajoutés, permettant au joueur de parcourir le monde plus rapidement, ainsi qu'une bombe aérosol permettant au joueur de peindre des objets.

## Scénario
Umurangi Generation se déroule à Tauranga, en Nouvelle-Zélande, dans un futur proche en temps de crise. Le joueur joue le rôle d'un coursier maori pour le Tauranga Express. Les Nations Unies ont déployé des soldats et des mechas imposants pour défendre la nation insulaire contre les envahisseurs extraterrestres qui ressemblent à des méduses bleues. Le joueur parcourt des lieux tels qu'une fête sur le toit, un point de contrôle militaire, une bataille et un train d'évacuation pour prendre des photos avec ses amis, Micah, Atarau, Kete et un machot à jugulaire nommé Pengi.
Les publicités et les images dans le jeu fournissent un contexte supplémentaire, comme la résistance locale contre l'occupation de l'ONU, le Premier ministre étant en vacances pendant la crise et une dangereuse épidémie de parasites contagieux. Le joueur est pénalisé pour avoir pris des photos de méduses mais est par ailleurs libre de se déplacer et de photographier.
Le jeu se termine par une scène cataclysmique d'une créature ténébreuse perchée au-dessus d'une montagne alors que le joueur se dirige vers une plage où plusieurs esprits du peuple maori, des crabes de boue et des Huia surplombent la catastrophe.

## Développement
Umurangi Generation est la création d'un développeur maori, Naphtali Faulkner. Il développe le jeu en 10 mois, commençant à travailler à plein temps sur le projet au début de 2020. Avant le développement, Faulkner travaillait sur des applications communautaires avec des groupes autochtones locaux et se lançait dans des projets plus petits pendant son temps libre. Faulkner confie qu'Umurangi Generation est le premier "vrai" jeu qu'il a créé.
Faulkner s'inspire pour créer le système de photographie du jeu après avoir appris à son jeune cousin comment utiliser un appareil photo reflex numérique, et en notant que le lui expliquer ressemblait à un didacticiel de jeu vidéo. Le gameplay est aussi inspiré par la gestion des objets de la série Arma.
Le concept du monde et des thèmes du jeu découle de la réponse du gouvernement australien aux feux de brousse de 2019-2020, ainsi qu'à la pandémie de COVID-19, et à la frustration de Faulkner face à la mauvaise gestion des deux crises, malgré les connaissances que le gouvernement avait du changement climatique et du contrôle des virus,. Faulker considère le jeu comme une critique du néolibéralisme, affirmant que le but du système politique est de réconforter les gens face aux éléments qui leur nuisent.
L'inspiration de Faulkner pour la philosophie du jeu vient de son histoire avec Respectful Design, une philosophie de conception mettant l'accent sur la décolonisation de l'art,. Faulkner est membre du Ngāi Te Rangi iwi de Nouvelle-Zélande, et la culture maorie est visible tout au long du jeu. "Umurangi" signe "ciel rouge" en Te Reo, et les plumes du Huia, un oiseau traditionnel utilisé dans le rituel maori qui a été chassé jusqu'à l'extinction, apparaissent tout au long du jeu.
Neon Genesis Evangelion, Jet Set Radio, Shin Godzilla et les créations de Yoji Shinkawa l'inspirent davantage en ce qui concerne le décor et le style visuel. Les thèmes cyberpunk sont aussi influents, mais Faulkner devient frustré par le fait que l'esthétique refuse d'évoluer et continue d'être le reflet des années 1980, lorsque le genre s'était développé pour la première fois. L'objectif de Faulkner est de faire en sorte que la Umurangi soit le reflet de l'ère moderne. Il choisit d'utiliser le terme "futur de merde" pour catégoriser le jeu.

## Accueil
Umurangi Generation reçoit des critiques "généralement favorables" selon l'agrégateur de critiques Metacritic.
Khee Hoon Chan attribue au jeu une note de 9/10 pour GameSpot et loue ses environnements et son mécanisme de photographie engageant, ainsi que son commentaire social mordant qui a servi à revigorer les idées derrière le cyberpunk sous un nouvel angle.
Mikhail Klimentov, écrivant pour le Washington Post, note également la narration sans ambiguïté et sincère du jeu, et comment il force  le joueur à affronter les réalités de l'univers fictif dans le jeu ainsi que notre propre monde, en explorant afin de le documenter.
Le jeu remporte le Grand Prix Seumas McNally et les prix d'excellence dans la narration aux Independent Games Festival Awards. Il est aussi nommé pour le prix Nuovo.